# Provincia de Cantón
Cantón o Guangdong (en chino, 广东; pinyin, Guǎngdōngⓘ; jyutping, Gwong²dung¹) es una provincia de la República Popular China. Su capital es la ciudad de Cantón. Situada en el centro-sur del país, limita con Guangxi, Hunan, Jiangxi, Fujian y el mar de la China Meridional.  
Con una población de 126,03 millones de habitantes (según el censo de 2020) en una superficie total de unos 179 800 km², Cantón es la provincia más poblada de China y la decimoquinta más grande por superficie, así como la segunda subdivisión de país más poblada del mundo. Su economía es mayor que la de cualquier otra provincia de la nación y la cuarta economía subnacional más grande del mundo, con un PIB de 1,66 billones de dólares (10,77 billones de CNY) en 2019. La Zona Económica del Delta del Río de las Perlas, una megalópolis china, es un núcleo de alta tecnología, manufactura y comercio exterior. En esta zona se encuentran dos de las cuatro principales ciudades chinas y las dos primeras ciudades chinas a nivel de prefectura por PIB: Cantón, la capital de la provincia, y Shenzhen, la primera zona económica especial del país. Estas dos ciudades se encuentran entre las más pobladas e importantes de China, y se han convertido en dos de las megaciudades más pobladas del mundo.
Cantón es la primera región en población desde enero de 2005, cuando superó oficialmente los registros de las provincias de Henan y Shandong, con una población total reflejada en el censo de 2010 de 104.303.132 personas, el 7,79% de la población del país. En los últimos lustros el crecimiento poblacional se ha ido frenando después de los extraordinarios ascensos de las décadas precedentes. La República Popular China controla la mayor parte de la provincia histórica de Cantón, excepto los archipiélagos de Pratas, controlados por la República de China (Taiwán) desde el final de la guerra civil china.
La economía de Cantón está altamente diversificada y desde 1989 ha encabezado el ranking del PIB entre todas las divisiones provinciales. En 2018 su PIB se estimaba en 1,47 billones de USD –en términos de renta per cápita unos 13.257 USD–, superando de esta manera el PIB de 1,43 billones de USD alcanzado por un país desarrollado occidental como España, el 13.º PIB nacional más grande del mundo. Cantón aporta el 12% de la producción nacional de China, y alberga las instalaciones industriales y oficinas de muchas de las principales empresas nacionales y extranjeras, además de ser el motor de las exportaciones e importaciones del país. 
También ha ayudado a su desarrollo su proximidad a Hong Kong, un gran centro financiero mundial, con el que limita por el sur y que forma parte de China desde 1997. La proximidad de la región administrativa especial de Hong Kong, además de la de Macao, ha extendido sobremanera el alcance de la influencia cultural de Cantón, la cual ha influido en el estilo de vida de los chinos residentes en Singapur y Malasia.

## Toponimia
El primer componente del nombre de la provincia es "guǎng" (en chino tradicional, 廣; en chino simplificado, 广) que se asoció a esta región con la creación de la prefectura de Guang en el 226 d. C. y proviene originalmente de "Guangxin" (廣信), un puesto fronterizo cercano a Wuzhou establecido en la dinastía Han cuyo nombre era una referencia a la orden imperial "otorgar amplios favores y sembrar confianza". La dinastía Song la partió en dos territorios, llamados Guǎngnán Dōnglù y Guǎngnán Xīlù (廣南東路/西路), de donde vienen los nombres de "los dos guang" (Loeng gwong): Guangdong y Guangxi.
«Guangdong» es la romanización del nombre chino en pinyin, promovida por el gobierno chino para ser utilizado en las lenguas occidentales. El nombre de la provincia fue adaptado al portugués como Cantão, de donde viene «Cantón», que ha sido utilizado tradicionalmente en las lenguas europeas para designar tanto a la provincia como a su capital, llamada  «Guǎngzhōu» en la transcripción pinyin. En el Diccionario panhispánico de dudas se recomienda utilizar el nombre «Cantón» tanto para la provincia como para la ciudad.

## Historia

### Prehistoria
El Neolítico comenzó en el Delta del Río de las Perlas (珠江三角洲) 7.000 años antes del presente (BP), con el período temprano de alrededor de 7000 a 5000 BP (c. 5050-3050 a. C.), y el período tardío de alrededor de 5000 a 3500 BP (c. 3050-1550 a. C.). En la costa de Guangdong, el Neolítico fue probablemente introducido desde la zona del río Yangtze medio (Jiao 2013). En el interior de Guangdong, el neolítico apareció en Guangdong 4.600 años antes del presente (BP). El neolítico en el norte del interior de Guangdong está representado por la cultura Shixia (石峽文化), que tuvo lugar entre los 4.600 y los 4.200 años antes de Cristo (c. 2650-2250 a. C.).

### Imperial
Originalmente habitada por una mezcla de grupos tribales conocidos por los chinos como los Baiyue ("Cien Yue"), la región pasó a formar parte de China por primera vez durante la dinastía Qin. Bajo la dinastía Qin, comenzó la administración china y con ella los registros históricos fiables en la región. Tras establecer el primer imperio chino unificado, los Qin se expandieron hacia el sur y establecieron la Comandancia de Nanhai en Panyu, cerca de lo que hoy es parte de Cantón (China)|Cantón. La región fue un reino independiente como Nanyue entre la caída de Qin y el reinado del emperador Wu de Han. La dinastía Han administró Guangdong, Guangxi y el norte de Vietnam como provincia de Jiaozhi; la provincia más meridional de Jiaozhi se utilizaba como puerta de entrada para los comerciantes de Occidente, hasta el Imperio Romano. Bajo el reino Wu del periodo de los Tres Reinos, Guangdong se convirtió en su propia provincia, la provincia de Guang, en el año 226 de la era cristiana.
Conocida antaño como Cantón, era una próspera ciudad portuaria en una región fronteriza tropical acosada por las enfermedades y los animales salvajes, pero rica en naranjas, plátanos, bananas y lichis, que comerciaban con esclavos, seda y porcelana con persas, brahmanes y malayos a cambio de sus renombradas medicinas y maderas tropicales aromáticas. Los musulmanes chiíes que habían huido de la persecución en Jorasán y los budistas de la India convivían en la próspera ciudad erigiendo cada uno sus propios templos. A lo largo del río surgió un barrio extranjero en el que se instalaron muchos comerciantes de diversos orígenes, incluidos árabes y cingaleses.
La importancia del puerto decayó después de que los árabes y los persas lo asaltaran en el año 758, y los residentes extranjeros tuvieron a veces problemas con los corruptos funcionarios locales, que a veces respondían con violencia. En un incidente ocurrido en 684, por ejemplo, el capitán de un barco mercante asesinó a un gobernador corrupto que había utilizado su posición para robarle.
Junto con Guangxi, Guangdong pasó a formar parte del Circuito de Lingnan (división política del Circuito), o Circuito de la Montaña-Sur, en el año 627 durante la dinastía Tang. La parte de Guangdong del Circuito de Lingnan pasó a llamarse Circuito de Guangnan Este (廣南東路) en 971 durante la dinastía Song (960-1279). "Guangnan Este" (廣南東) es el origen del nombre "Guangdong" (廣東; 广东): 227 
Desde el siglo XVI, Guangdong ha tenido amplios vínculos comerciales con el resto del mundo. Los mercaderes europeos que llegaban al norte por el estrecho de Malaca y el mar de la China Meridional, sobre todo portugueses y británicos, comerciaban mucho a través de Cantón (China)|Cantón. Macao, en la costa sur de Guangdong, fue el primer asentamiento europeo en 1557. 
En el siglo XIX, el opio que se comercializaba a través de Cantón (China)|Cantón desencadenó la primera guerra del Opio, abriendo una era de incursión e intervención de los imperialistas occidentales en China. Además de Macao, que era entonces una colonia portuguesa, Hong Kong fue cedida a los británicos, y Kwang-Chou-Wan (actual zona de Zhanjiang) a los franceses.
Debido al gran número de personas que emigraron fuera de la provincia de Guangdong y, en particular, a la facilidad de inmigración desde Hong Kong a otras partes del Imperio Británico (más tarde Commonwealth británica), muchas comunidades chinas de ultramar tienen sus orígenes en Guangdong y/o en la cultura cantonesa. En particular, los dialectos cantonés, hakka y teochew tienen proporcionalmente más hablantes entre los chinos de ultramar que los chinos que hablan mandarín. Además, muchos chinos de habla taiwanesa emigraron a países occidentales, con el resultado de que muchas versiones occidentales de palabras chinas se derivaron de los dialectos cantoneses en lugar de hacerlo a través de la corriente principal del idioma mandarín, como por ejemplo "dim sum". Algunas palabras del chino mandarín de origen extranjero también proceden de la lengua extranjera original a través del cantonés. Por ejemplo, la palabra mandarina níngméng (chino simplificado: 柠檬; chino tradicional: 檸檬), que significa "limón", procede del cantonés, en el que los caracteres se pronuncian como lìng mung. En Estados Unidos hay un gran número de chinos descendientes de inmigrantes de la ciudad de Taishan (Toisan en cantonés), que hablan un dialecto distintivo relacionado con el cantonés llamado taishanés (o toishanés).
Durante la década de 1850, el Reino Celestial Taiping, cuyo líder Hong Xiuquan nació en Guangdong y recibió un panfleto de un misionero cristiano protestante en Guangdong, se alió con una rebelión local de los turbantes rojos de Guangdong (1854-1856). Debido al contacto directo con Occidente, Guangdong fue el centro de la actividad antimanchú y antiimperialista. El fundador generalmente reconocido de la China moderna, Sun Yat-sen, también era de Guangdong.

### SigloXX

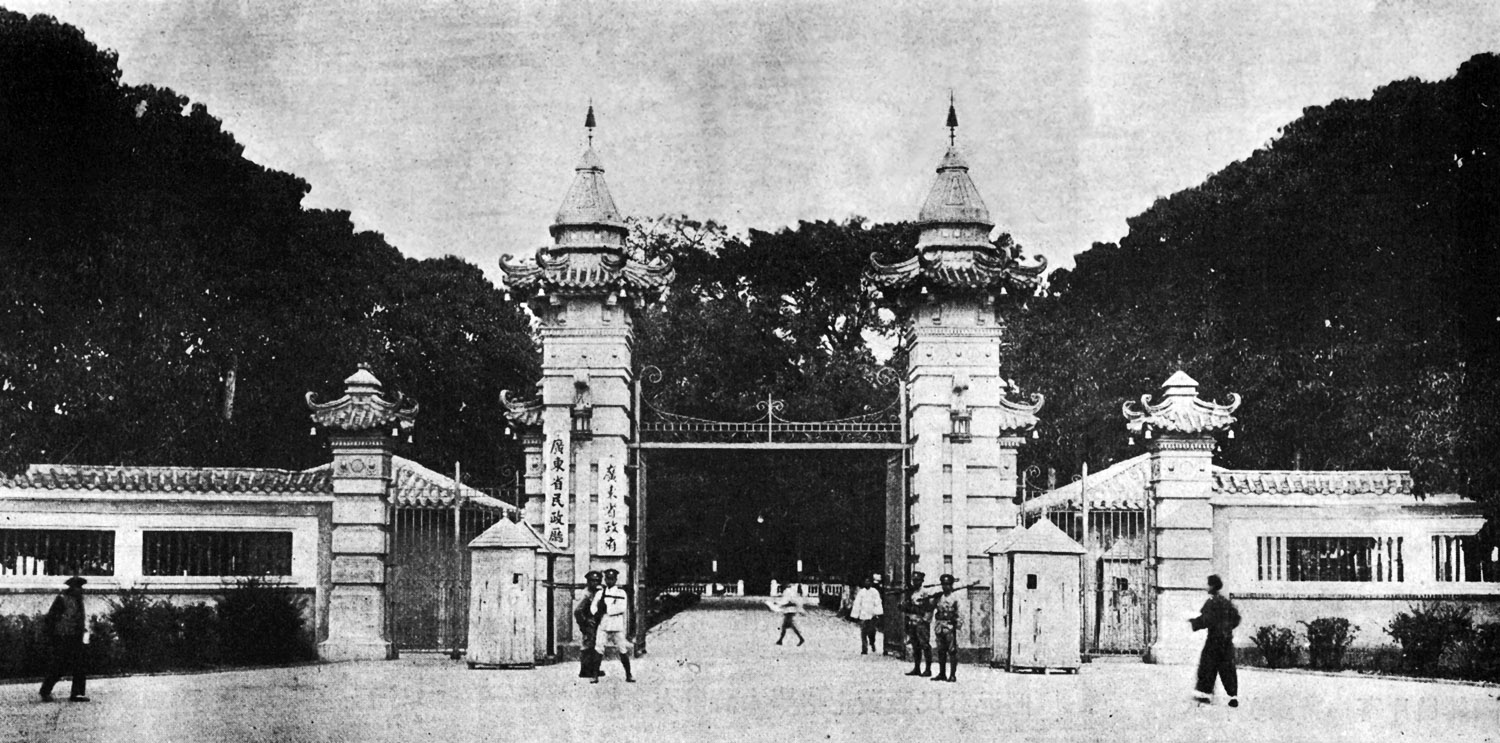
Gobierno provincial de Kwangtung de la República de China.

Durante los primeros años de la década de 1920 de la República de China, Guangdong fue la zona de preparación del Kuomintang (KMT) para la Expedición del Norte, un esfuerzo por reunir a los diversos señores de la guerra de China bajo un gobierno central unificado. La Academia Militar de Whampoa se construyó cerca de Cantón para formar a los comandantes militares.
En los últimos años, la provincia ha experimentado un rapidísimo crecimiento económico, ayudado en parte por sus estrechos lazos comerciales con Hong Kong, que limita con ella. Actualmente es la provincia con el mayor producto interior bruto de China.
En 1952, una pequeña parte de la costa de Guangdong (Qinzhou, Lianzhou (actual condado de Hepu), Fangchenggang y Beihai) fue cedida a Guangxi, dándole acceso al mar. Esto se revirtió en 1955, y luego se restauró en 1965. La isla de Hainan formaba originalmente parte de Guangdong, pero se separó en su propia provincia en 1988.

## División administrativa
Guangdong está dividido en veintiuna divisiones a nivel de prefectura: todas las ciudades a nivel de prefectura (incluidas dos ciudades subprovinciales): 
| 440000        | Provincia de Cantón   | 179,800.00 | 126,012,510 | Ciudad de Cantón     | 65 | 34 | 3 | 20 |
| 440100        | Ciudad de Cantón      | 7,434.40   | 18,676,605  | Yuexiu District      | 11 |    |   |    |
| 440200        | Ciudad de Shaoguan    | 18,412.53  | 2,855,131   | Zhenjiang District   | 3  | 4  | 1 | 2  |
| 440300        | Ciudad de Shenzhen    | 1,996.78   | 17,560,061  | Futian District      | 9* |    |   |    |
| 440400        | Ciudad de Zhuhai      | 1,724.32   | 2,439,585   | Xiangzhou District   | 3  |    |   |    |
| 440500        | Ciudad de Shantou     | 2,248.39   | 5,502,031   | Jinping District     | 6  | 1  |   |    |
| 440600        | Ciudad de Foshan      | 3,848.49   | 9,498,863   | Chancheng District   | 5  |    |   |    |
| 440700        | Ciudad de Jiangmen    | 9,505.42   | 4,798,090   | Pengjiang District   | 3  |    |   | 4  |
| 440800        | Ciudad de Zhanjiang   | 13,225.44  | 6,981,236   | Chikan District      | 4  | 2  |   | 3  |
| 440900        | Ciudad de Maoming     | 11,424.8   | 6,174,050   | Maonan District      | 2  |    |   | 3  |
| 441200        | Ciudad de Zhaoqing    | 14,891.23  | 4,113,594   | Duanzhou District    | 3  | 4  |   | 1  |
| 441300        | Ciudad de Huizhou     | 11,342.98  | 6,042,852   | Huicheng District    | 2  | 3  |   |    |
| 441400        | Ciudad de Meizhou     | 15,864.51  | 3,873,239   | Meijiang District    | 2  | 5  |   | 1  |
| 441500        | Ciudad de Shanwei     | 4,861.79   | 2,672,819   | Cheng District       | 1  | 2  |   | 1  |
| 441600        | Ciudad de Heyuan      | 15,653.63  | 2,837,686   | Yuancheng District   | 1  | 5  |   |    |
| 441700        | Ciudad de Yangjiang   | 7,955.27   | 2,602,959   | Jiangcheng District  | 2  | 1  |   | 1  |
| 441800        | Ciudad de Qingyuan    | 19,152.90  | 3,969,473   | Qingcheng District   | 2  | 2  | 2 | 2  |
| 441900        | Ciudad de Dongguan*   | 2,465.00   | 10,466,625  | Nancheng Subdistrict |    |    |   |    |
| 442000        | Ciudad de Zhongshan** | 1,783.67   | 4,418,060   | Dongqu Subdistrict   |    |    |   |    |
| 445100        | Ciudad de Chaozhou    | 3,145.89   | 2,568,387   | Xiangqiao District   | 2  | 1  |   |    |
| 445200        | Ciudad de Jieyang     | 5,265.38   | 5,577,814   | Rongcheng District   | 2  | 2  |   | 1  |
| 445300        | Ciudad de Yunfu       | 7,779.12   | 2,383,350   | Yuncheng District    | 2  | 2  |   | 1  |
| Subprovincial |                       |            |             |                      |    |    |   |    |

### Áreas urbanas
| Población por zonas urbanas de las prefecturas y ciudades de condado (censo de 2010) | Población por zonas urbanas de las prefecturas y ciudades de condado (censo de 2010) | Población por zonas urbanas de las prefecturas y ciudades de condado (censo de 2010) | Población por zonas urbanas de las prefecturas y ciudades de condado (censo de 2010) | Población por zonas urbanas de las prefecturas y ciudades de condado (censo de 2010) |
| #                                                                                    | Ciudades                                                                             | Área urbana                                                                          | Área distrital                                                                       | Ciudad propiamente dicha                                                             |
| ------------------------------------------------------------------------------------ | ------------------------------------------------------------------------------------ | ------------------------------------------------------------------------------------ | ------------------------------------------------------------------------------------ | ------------------------------------------------------------------------------------ |
| 1                                                                                    | Shenzhen                                                                             | 10,358,381                                                                           | 10,358,381                                                                           | 10,358,381                                                                           |
| 2                                                                                    | Cantón                                                                               | 9,702,144                                                                            | 11,071,424                                                                           | 12,701,948                                                                           |
| (2)                                                                                  | Cantón (nuevos distritos)                                                            | 939,264                                                                              | 1,630,524                                                                            | véase Cantón                                                                         |
| 3                                                                                    | Dongguan                                                                             | 7,271,322                                                                            | 8,220,207                                                                            | 8,220,207                                                                            |
| 4                                                                                    | Foshan                                                                               | 6,771,895                                                                            | 7,197,394                                                                            | 7,197,394                                                                            |
| 5                                                                                    | Shantou                                                                              | 3,644,017                                                                            | 5,329,024                                                                            | 5,389,328                                                                            |
| 6                                                                                    | Zhongshan                                                                            | 2,740,994                                                                            | 3,121,275                                                                            | 3,121,275                                                                            |
| 7                                                                                    | Huizhou                                                                              | 1,807,858                                                                            | 2,344,634                                                                            | 4,598,402                                                                            |
| 8                                                                                    | Jiangmen                                                                             | 1,480,023                                                                            | 1,822,614                                                                            | 4,450,703                                                                            |
| 9                                                                                    | Zhuhai                                                                               | 1,369,538                                                                            | 1,562,530                                                                            | 1,562,530                                                                            |
| 10                                                                                   | Zhanjiang                                                                            | 1,038,762                                                                            | 1,611,868                                                                            | 6,994,832                                                                            |
| 11                                                                                   | Puning                                                                               | 874,954                                                                              | 2,055,552                                                                            | véase Jieyang                                                                        |
| 12                                                                                   | Jieyang                                                                              | 734,670                                                                              | 746,354                                                                              | 5,884,347                                                                            |
| (12)                                                                                 | Jieyang (nuevo distrito)                                                             | 492,178                                                                              | 1,159,118                                                                            | véase Jieyang                                                                        |
| 13                                                                                   | Shaoguan                                                                             | 726,267                                                                              | 991,600                                                                              | 2,826,246                                                                            |
| 14                                                                                   | Qingyuan                                                                             | 639,659                                                                              | 811,233                                                                              | 3,698,412                                                                            |
| (14)                                                                                 | Qingyuan (new district)                                                              | 276,794                                                                              | 698,811                                                                              | véase Qingyuan                                                                       |
| 15                                                                                   | Maoming                                                                              | 637,879                                                                              | 1,217,596                                                                            | 5,817,494                                                                            |
| (15)                                                                                 | Maoming (new district)                                                               | 395,317                                                                              | 1,218,716                                                                            | véase Maoming                                                                        |
| 16                                                                                   | Lufeng                                                                               | 579,527                                                                              | 1,358,265                                                                            | véase Shanwei                                                                        |
| 17                                                                                   | Zhaoqing                                                                             | 559,887                                                                              | 644,032                                                                              | 3,916,467                                                                            |
| (17)                                                                                 | Zhaoqing (nuevo distrito)                                                            | 224,755                                                                              | 753,120                                                                              | véase Zhaoqing                                                                       |
| 18                                                                                   | Yangjiang                                                                            | 499,053                                                                              | 676,857                                                                              | 2,421,748                                                                            |
| (18)                                                                                 | Yangjiang (nuevo distrito)                                                           | 193,487                                                                              | 442,762                                                                              | véase Yangjiang                                                                      |
| 19                                                                                   | Heyuan                                                                               | 450,953                                                                              | 463,907                                                                              | 2,950,195                                                                            |
| 20                                                                                   | Chaozhou                                                                             | 448,226                                                                              | 452,469                                                                              | 2,669,466                                                                            |
| (20)                                                                                 | Chaozhou (nuevo distrito)                                                            | 808,042                                                                              | 1,334,796                                                                            | véase Chaozhou                                                                       |
| 21                                                                                   | Taishan                                                                              | 394,855                                                                              | 941,095                                                                              | véase Jiangmen                                                                       |
| 22                                                                                   | Xingning                                                                             | 392,000                                                                              | 962,883                                                                              | véase Meizhou                                                                        |
| 23                                                                                   | Kaiping                                                                              | 371,019                                                                              | 699,242                                                                              | véase Jiangmen                                                                       |
| 24                                                                                   | Shanwei                                                                              | 370,608                                                                              | 492,262                                                                              | 2,935,469                                                                            |
| 25                                                                                   | Lianjiang                                                                            | 359,225                                                                              | 927,275                                                                              | véase Zhanjiang                                                                      |
| 26                                                                                   | Sihui                                                                                | 355,709                                                                              | 542,873                                                                              | véase Zhaoqing                                                                       |
| 27                                                                                   | Meizhou                                                                              | 353,769                                                                              | 380,771                                                                              | 4,238,461                                                                            |
| (27)                                                                                 | Meizhou (nuevo distrito)                                                             | 258,782                                                                              | 554,745                                                                              | véase Meizhou                                                                        |
| 28                                                                                   | Gaozhou                                                                              | 352,006                                                                              | 1,288,665                                                                            | véase Maoming                                                                        |
| 29                                                                                   | Yingde                                                                               | 346,927                                                                              | 941,952                                                                              | véase Qingyuan                                                                       |
| 30                                                                                   | Leizhou                                                                              | 344,043                                                                              | 1,427,664                                                                            | véase Zhanjiang                                                                      |
| 31                                                                                   | Xinyi                                                                                | 333,965                                                                              | 913,708                                                                              | véase Maoming                                                                        |
| 32                                                                                   | Wuchuan                                                                              | 332,672                                                                              | 1,443,099                                                                            | véase Zhanjiang                                                                      |
| 33                                                                                   | Huazhou                                                                              | 320,418                                                                              | 1,178,809                                                                            | véase Maoming                                                                        |
| 34                                                                                   | Heshan                                                                               | 282,580                                                                              | 494,938                                                                              | véase Jiangmen                                                                       |
| 35                                                                                   | Luoding                                                                              | 263,338                                                                              | 959,006                                                                              | véase Yunfu                                                                          |
| 36                                                                                   | Enping                                                                               | 244,257                                                                              | 492,814                                                                              | véase Jiangmen                                                                       |
| 37                                                                                   | Yunfu                                                                                | 242,040                                                                              | 318,145                                                                              | 2,367,154                                                                            |
| (37)                                                                                 | Yunfu (nuevo distrito)                                                               | 56,874                                                                               | 269,636                                                                              | véase Yunfu                                                                          |
| 38                                                                                   | Lechang                                                                              | 191,457                                                                              | 397,779                                                                              | véase Shaoguan                                                                       |
| 39                                                                                   | Lianzhou                                                                             | 161,667                                                                              | 367,642                                                                              | véase Qingyuan                                                                       |
| 40                                                                                   | Nanxiong                                                                             | 140,017                                                                              | 316,179                                                                              | véase Shaoguan                                                                       |
| 41                                                                                   | Yangchun                                                                             | 28,739                                                                               | 849,504                                                                              | véase Yangjiang                                                                      |

## Geografía

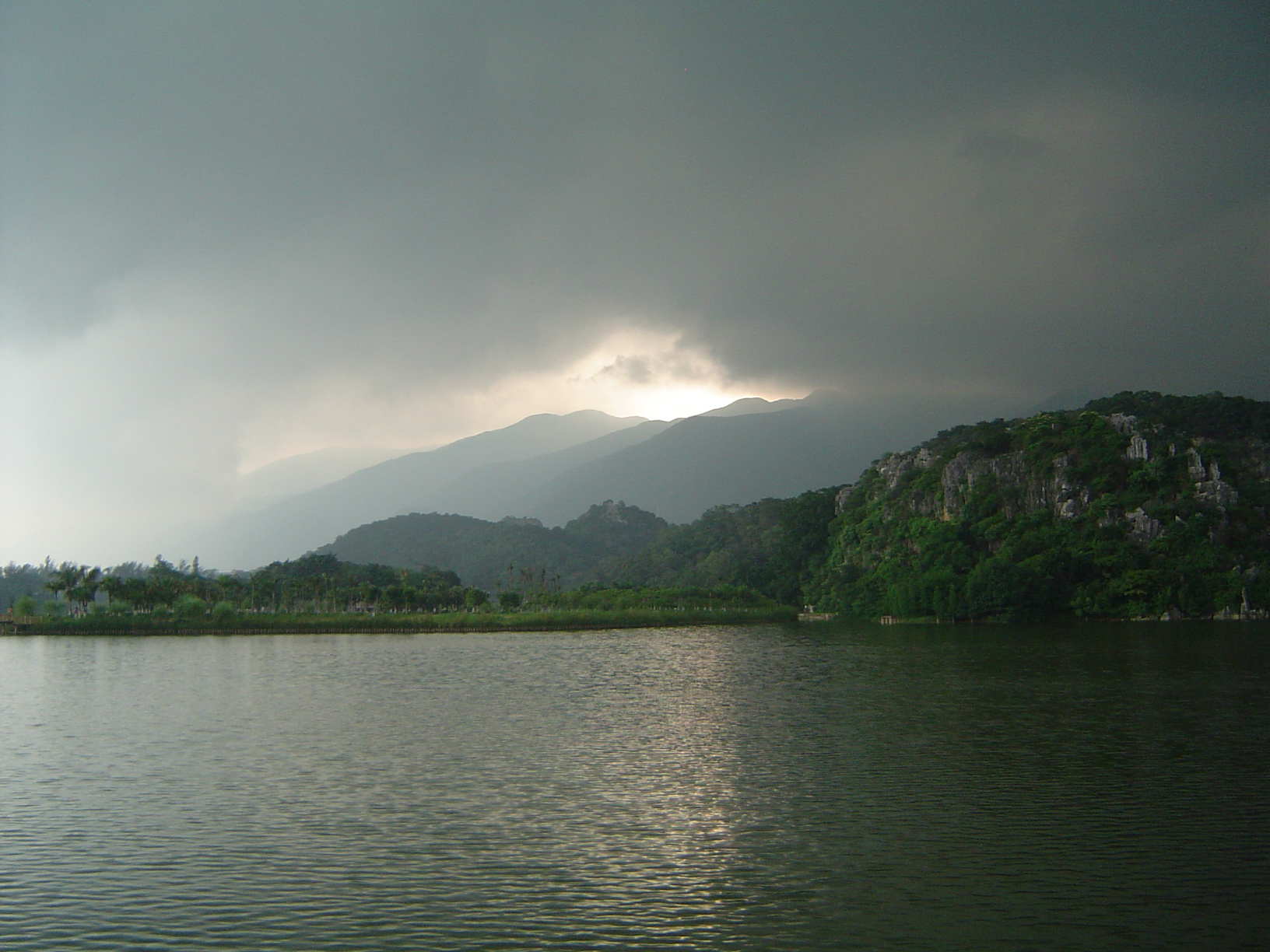
Lago en Zhaoqing, al oeste del río de las Perlas.

Guangdong da al mar de China Meridional por el sur y tiene un total de 4.300 km de costa. La península de Leizhou está en el extremo suroeste de la provincia. En la península de Leizhou hay algunos volcanes inactivos. El delta del río de las Perlas es el punto de convergencia de tres ríos aguas arriba: el río Este, el río Norte y el río Oeste. El delta del río está lleno de cientos de pequeñas islas. La provincia está separada geográficamente del norte por unas cadenas montañosas llamadas colectivamente las Montañas Nan (Nan Ling). El pico más alto de la provincia es el Shikengkong, con una altura de 1.902 metros sobre el nivel del mar.
Guangdong limita con Fujian al noreste, Jiangxi y Hunan al norte, la región autónoma de Guangxi al oeste y las Regiones Administrativas Especiales de Hong Kong y Macao al sur. Hainan está frente a la península de Leizhou. Las islas Pratas, que tradicionalmente se gobernaban como parte de Guangdong, forman parte del distrito de Cijin, en Kaoshiung, Taiwán (ROC).

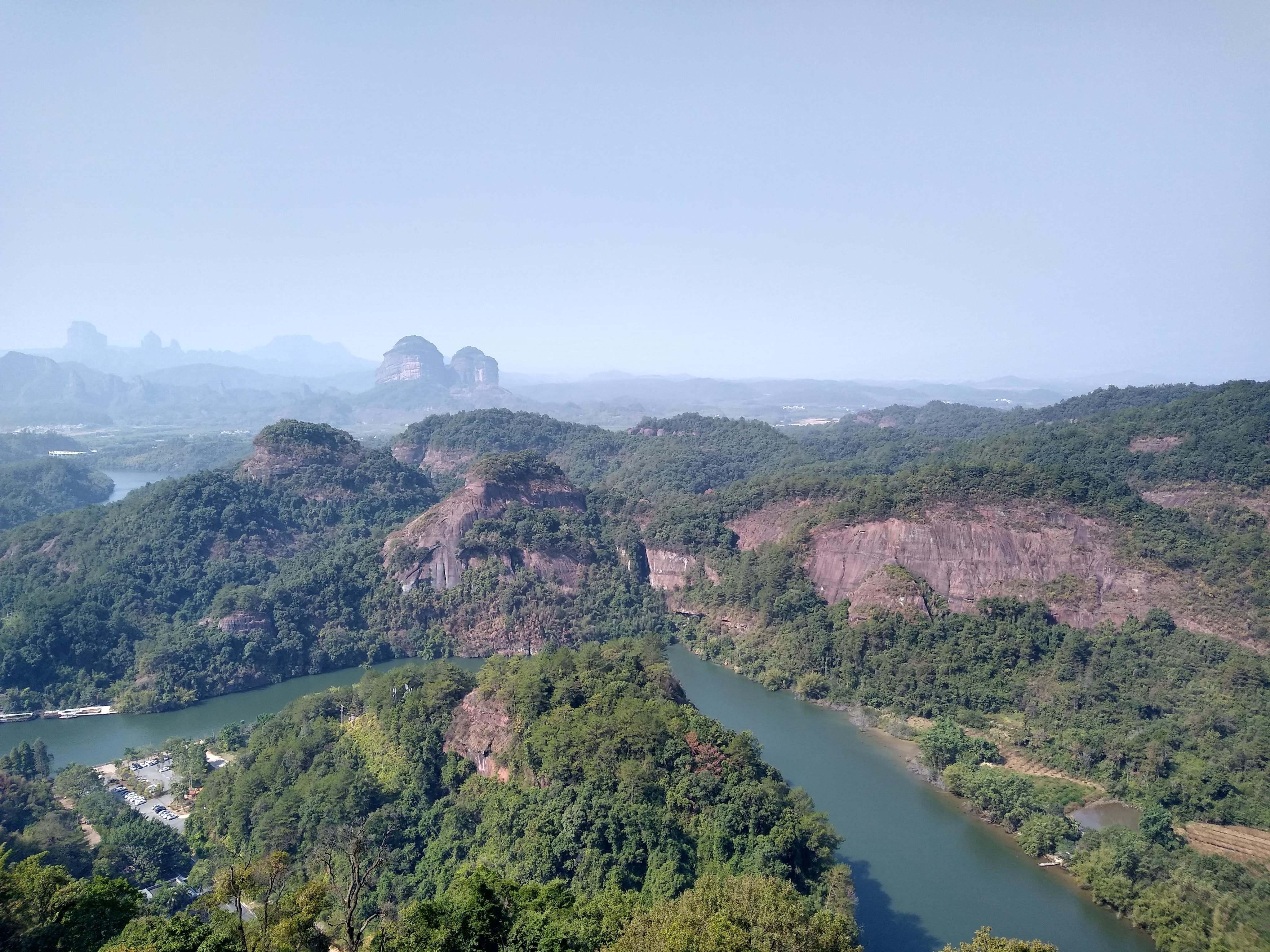
Paisaje en Danxiashan (丹霞山), un geoparque en Shaoguan.

Las ciudades que rodean el delta del río Perla son Dongguan, Foshan, Cantón, Huizhou, Jiangmen, Shenzhen, Shunde, Taishan, Zhongshan y Zhuhai. Otras ciudades de la provincia son Chaozhou, Chenghai, Nanhai, Shantou, Shaoguan, Zhanjiang, Zhaoqing, Yangjiang y Yunfu.
Guangdong tiene un clima subtropical húmedo (Köppen Cfa en el interior, Cwa en la costa). Los inviernos son cortos, suaves y relativamente secos, mientras que los veranos son largos, calurosos y muy húmedos. Las máximas diarias medias en la ciudad de Cantón en enero y julio son de 18 °C y 33 °C, aunque la humedad hace que se sienta más calor en verano. Las heladas son raras en la costa, pero pueden producirse algunos días en invierno.

## Economía

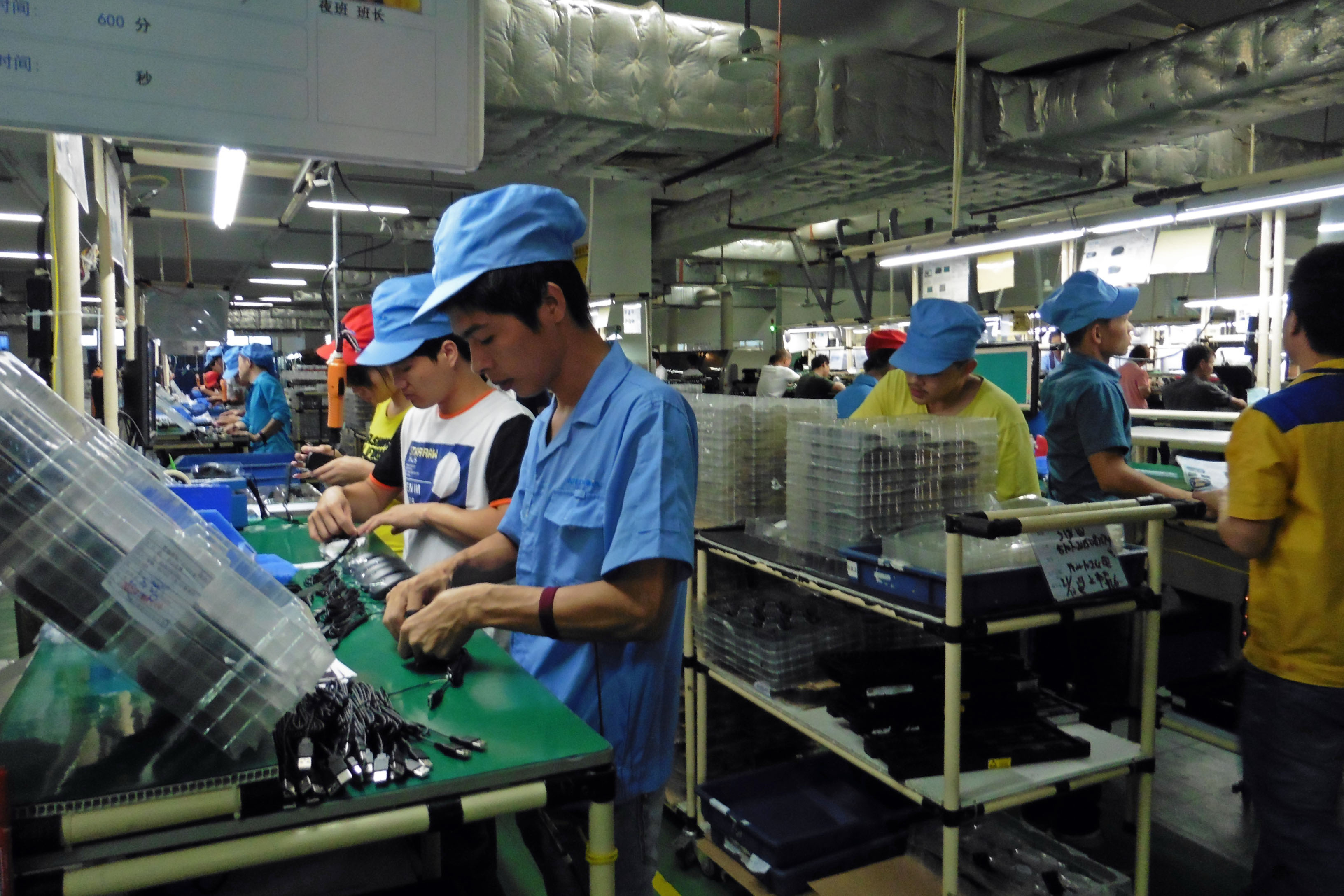
Guangdong es conocida por ser una enorme potencia manufacturera.

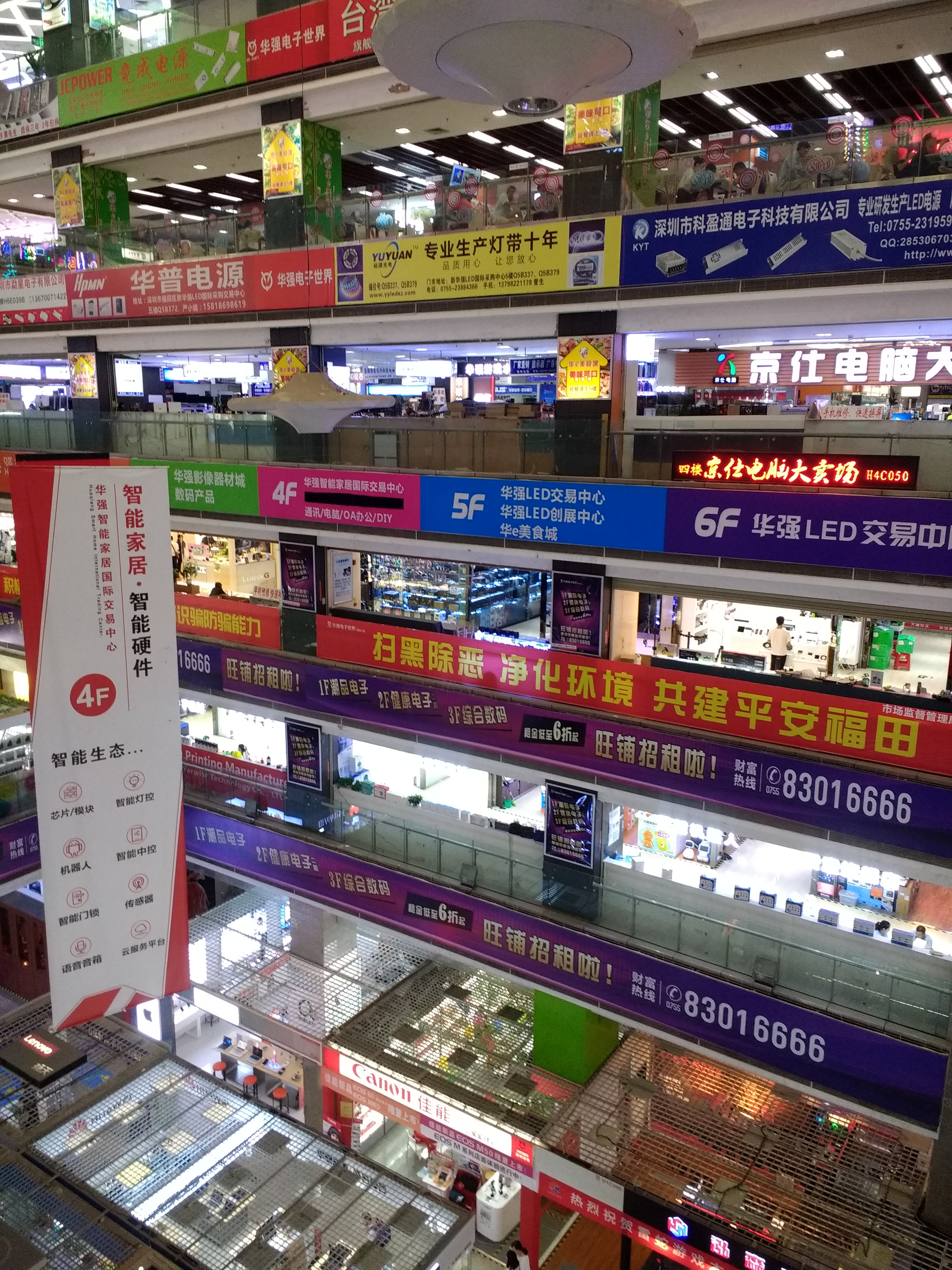
Centro comercial de productos electrónicos en Shenzhen.

En 2020, el producto interior bruto (PIB) es de unos 1,6 billones de dólares, Guangdong es la mayor provincia por PIB desde 1989 en la China continental. Cantón es responsable del 11% del PIB de 14,7 billones de dólares de China. En 2020, el PIB de Cantón era ligeramente superior al de Canadá, que ocupaba el noveno lugar. Comparado con el de las subdivisiones del país en términos de dólares, su PIB es mayor que el de todas las subdivisiones territoriales del mundo exceptuando 3: California, Texas y Nueva York.
Tras la revolución comunista y hasta el inicio de las reformas de Deng Xiaoping en 1978, Cantón tenía un bajo desarrollo económico, aunque siempre ha existido una gran economía subterránea basada en los servicios. Las políticas de desarrollo económico fomentaron el desarrollo industrial en las provincias del interior, que estaban débilmente unidas a Cantón mediante enlaces de transporte. La política gubernamental de autarquía económica hizo que el acceso de Cantón al océano fuera irrelevante. 
La política de puertas abiertas de Deng Xiaoping cambió radicalmente la economía de la provincia, que pudo aprovechar su acceso al océano, su proximidad a Hong Kong y sus vínculos históricos con los chinos de ultramar. Además, hasta la década de 1990, cuando se reformó el sistema fiscal chino, la provincia se benefició del tipo impositivo relativamente bajo que le aplicaba el gobierno central debido a su condición de atraso económico tras la Liberación.
El auge económico de Cantón comenzó a principios de la década de 1990 y, desde entonces, se ha extendido a las provincias vecinas, arrastrando también a su población hacia el interior. El crecimiento económico de la provincia de Cantón se debe en gran medida a la industria manufacturera de bajo valor añadido que caracterizó la economía de la provincia tras las reformas de Deng Xiaoping. Cantón no sólo es el mayor exportador de bienes de China, sino también el mayor importador del país.
La provincia es ahora una de las más ricas del país, con el mayor número de multimillonarios de la China continental y el mayor PIB de todas las provincias, aunque el crecimiento de los salarios solo ha empezado a aumentar recientemente debido a la gran afluencia de trabajadores inmigrantes de las provincias vecinas. 

## Cultura

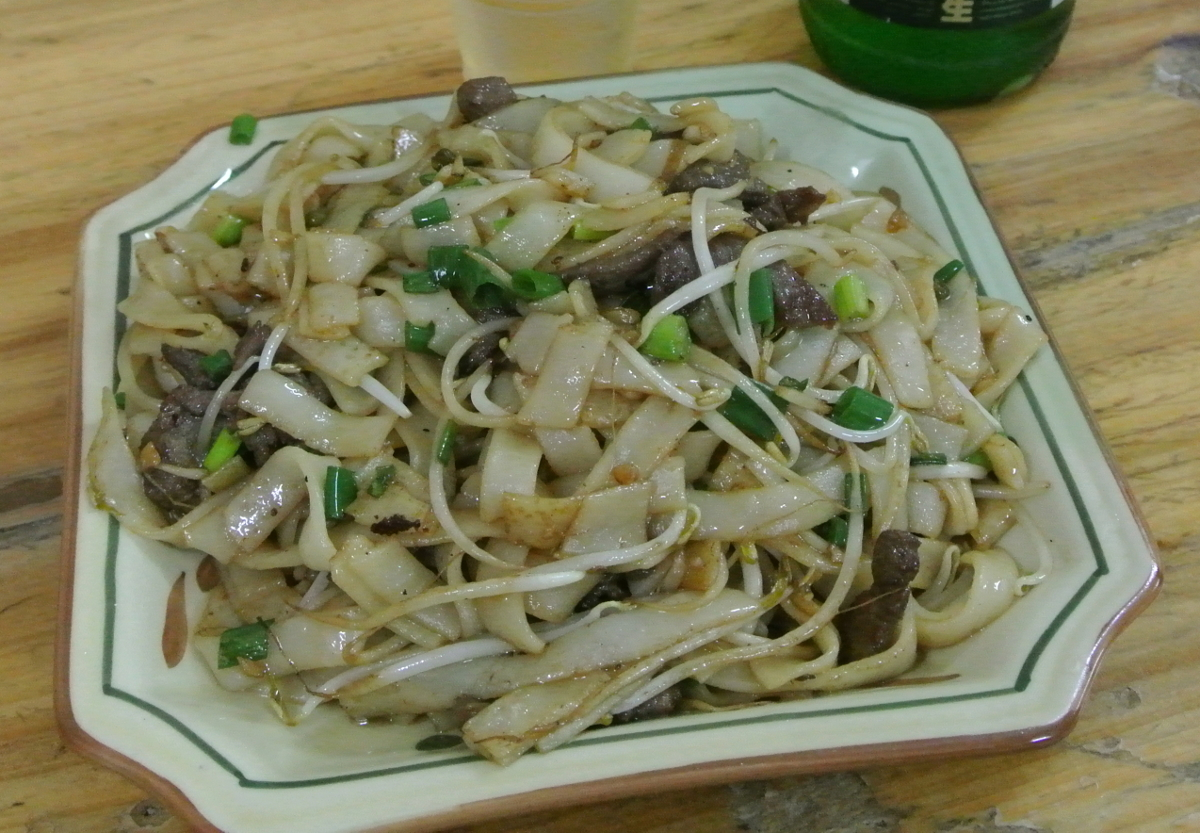
Fideos fritos Ho Fen con carne vendido como comida callejera en Cantón.

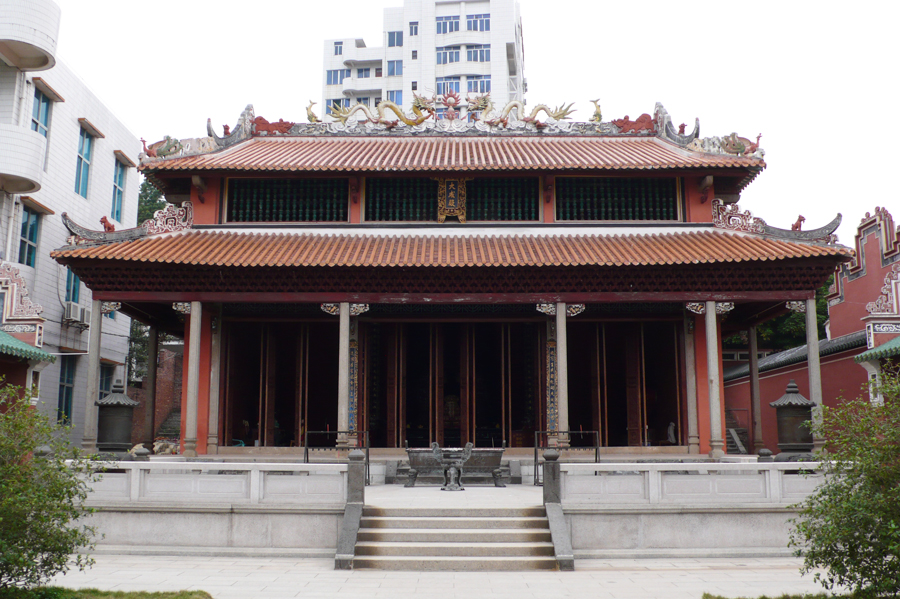
Arquitectura tradicional cantonesa.

La región central, que es también el centro político y económico, está poblada predominantemente por hablantes de chino yue, aunque la afluencia en las últimas tres décadas de millones de inmigrantes que hablan mandarín ha disminuido ligeramente el dominio lingüístico cantonés. Esta región está asociada a la cocina cantonesa. La ópera cantonesa es una forma de ópera china popular en las zonas de habla cantonesa. En la mayor parte de la mitad occidental de la provincia se hablan dialectos relacionados con el yue.
La zona que comprende las ciudades de Chaozhou, Shantou y Jieyang, en la costa oriental de Cantón, conocida como Chaoshan, forma su propia esfera cultural. Los teochew de esta zona, junto con los min de Hailufeng en Shanwei, hablan hokkien, un dialecto min estrechamente relacionado con el min del sur (hokkien), y su cocina es teochew. La ópera Teochew también es muy conocida y tiene una forma única.
Los hakka viven en amplias zonas de Cantón, como Huizhou, Meizhou, Shenzhen, Heyuan, Shaoguan y otras áreas. Gran parte de la parte oriental de Cantón está poblada por el pueblo hakka, excepto la zona de Chaozhou y Hailufeng. La cultura hakka incluye la cocina hakka, la ópera Han (chino simplificado: 汉剧; chino tradicional: 漢劇), el hanyue y el sixian hakka (música instrumental tradicional) y las canciones populares hakka (客家山歌).
El pueblo Tanka, marginado, vive tradicionalmente en embarcaciones a lo largo de las costas y ríos de Cantón y gran parte del sur de China.
En Zhanjiang, en el sur de Cantón, predomina el dialecto leizhou, una variedad del minnan; también se hablan allí el cantonés y el hakka.
El mandarín es la lengua utilizada en la educación y el gobierno y en las zonas donde hay emigrantes de otras provincias, sobre todo en Shenzhen. El cantonés mantiene una posición fuerte y dominante en el uso común y en los medios de comunicación, incluso en las zonas orientales de la provincia, donde las lenguas y dialectos locales no son el yue.
La provincia de Cantón destaca por ser la cuna de muchos grandes maestros de Xiangqi (ajedrez chino) famosos, como Lü Qin, Yang Guanli y Cai Furu.

## Educación

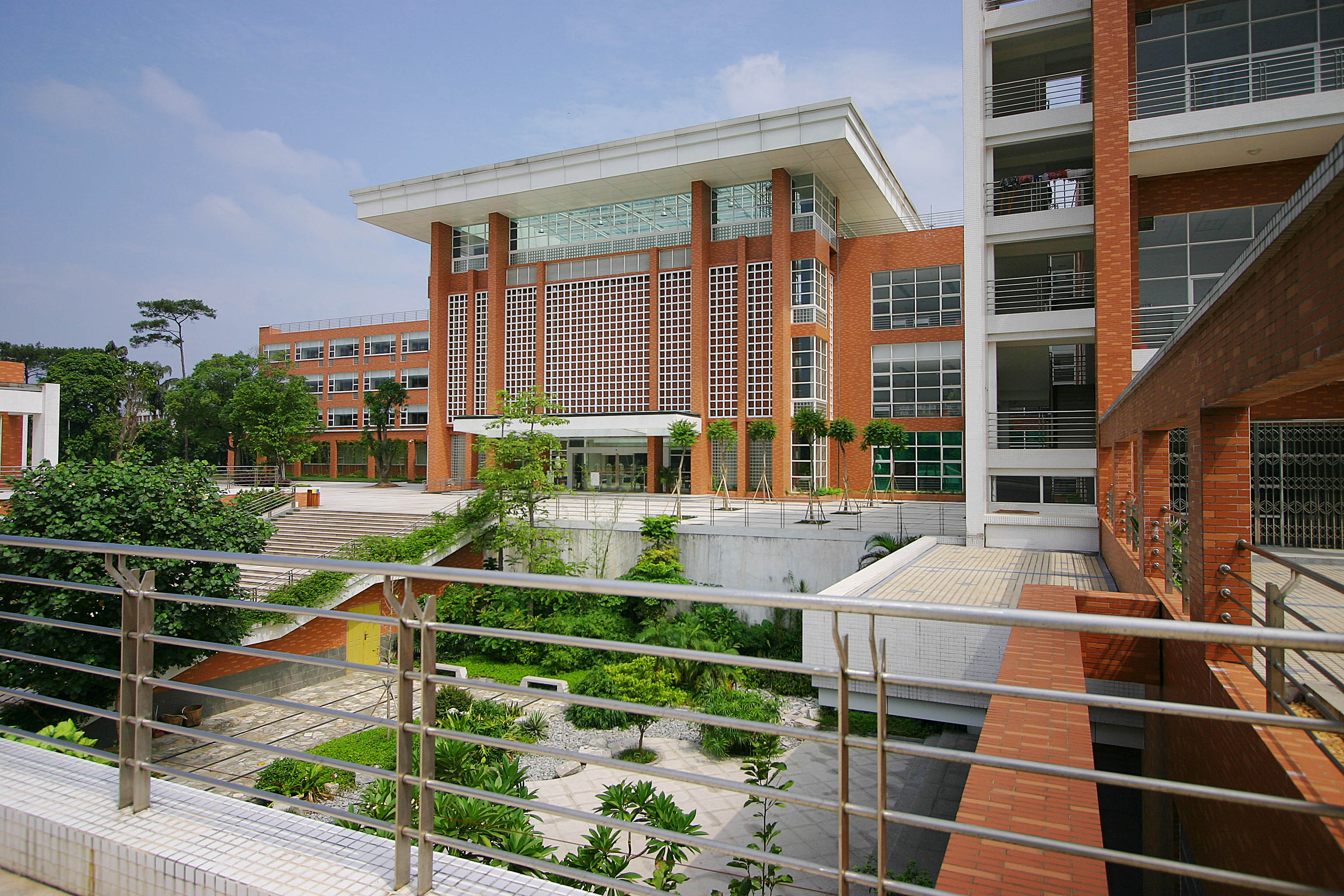
Biblioteca en la Universidad Agrícola del Sur de China.

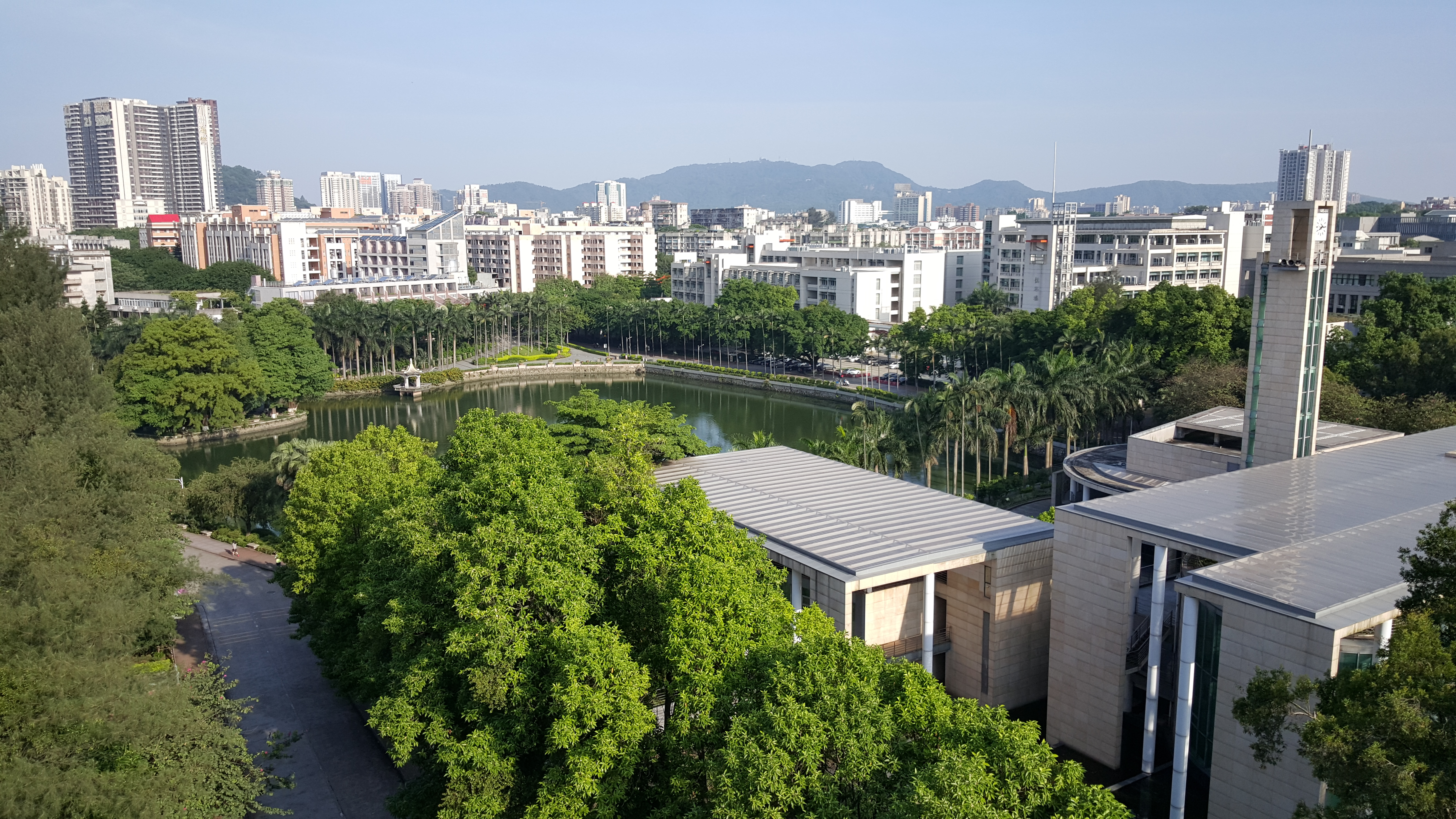
Campus de Humanidades de la Universidad Tecnológica del Sur de China.

El Departamento de Educación de la Provincia de Cantón es el departamento del gobierno provincial que supervisa la educación.

### Universidades

#### Nivel nacional
- Sun Yat-sen University
- South China University of Technology
- Jinan University
- South China Agricultural University
- Guangdong University of Foreign Studies
- Guangzhou University of Chinese Medicine

#### Nivel provincial
- Dongguan Institute of Technology
- Dongguan University of Technology
- Foshan University
- Guangdong Education and Research Network
- Guangdong General Hospital
- Guangdong Institute of Education
- Guangdong Institute of Science and Technology
- Guangdong Medical College
- Guangdong Ocean University
- Guangdong Petrochemical Academy
- Guangdong Pharmaceutical University
- Guangdong Polytechnic Normal University
- Guangdong Radio and TV University
- Guangdong University of Finance & Economics
- Guangdong University of Finance
- Guangdong University of Technology
- Guangzhou Academy of Fine Arts
- Guangzhou Education College
- Guangzhou Medical College
- Guangzhou Normal University
- Guangzhou Sports University
- Guangzhou University
- Hanshan Teachers College
- Huizhou University
- Panyu Polytechnic
- Shaoguan University
- Shenzhen Party School
- Shantou University
- Shenzhen University
- Shenzhen Technology University
- Shenzhen Polytechnic
- Shunde University
- South China Normal University
- South University of Science and Technology of China
- Southern Medical University
- Wuyi University
- Xijiang University
- Xinghai Conservatory of Music
- Zhanjiang Normal University
- Zhongkai University of Agriculture and Engineering
- Zhaoqing University